# Yasuko Harada

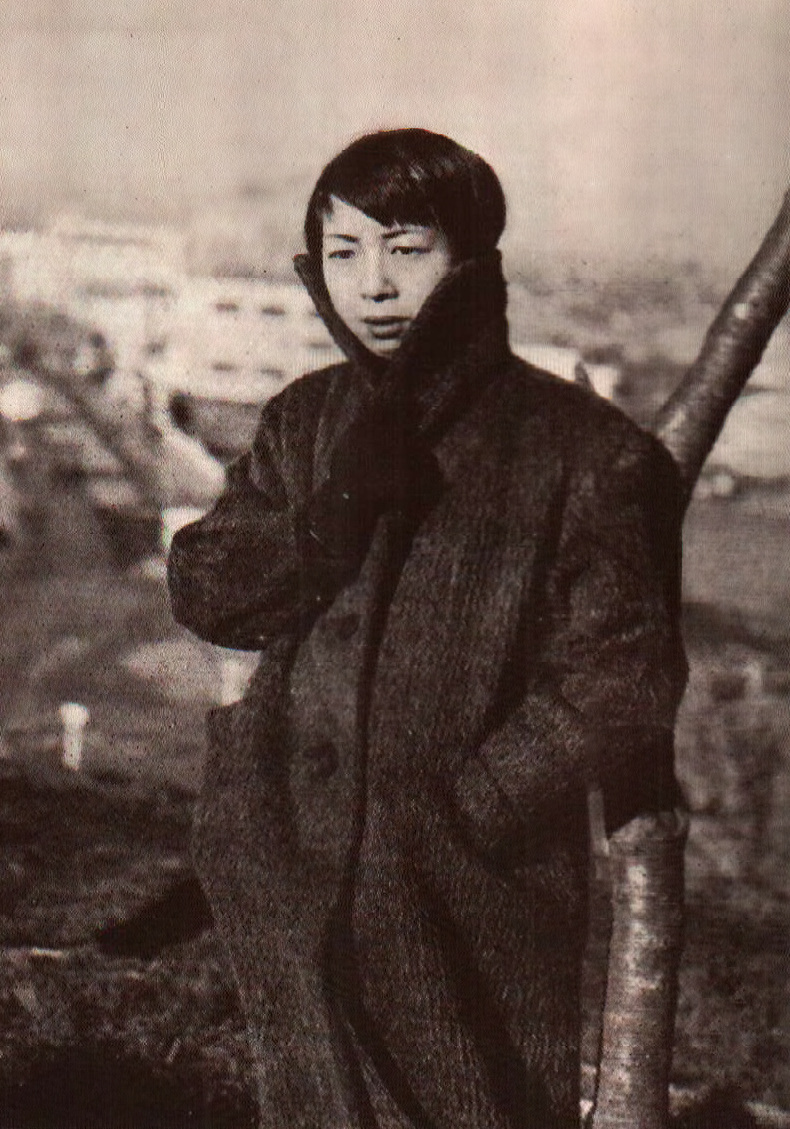
Yasuko Harada (1956)

Yasuko Harada (japanisch 原田康子, Harada Yasuko; geboren 12. Januar 1928 in Tokio; gestorben 20. Oktober 2009) war eine japanische Schriftstellerin.

## Leben und Wirken
Yasuko Harada wurde in Tokio geboren, aber auf Hokkaidō großgezogen. Ihren Schulabschluss machte sie an der Oberschule für Frauen in Kushiro (釧路市立高女).
Ihr Werk Banka (挽歌, etwa „Elegie“, „Totenlied“), das zunächst als Serie von 1955 bis 1956 in der Zeitschrift Hokkaidō bungaku (北海文学) veröffentlicht wurde, war ein Bestseller. 1956 erhielt sie dafür den Frauenliteraturpreis. Das Buch wurde zudem von Heinosuke Gosho mit Yoshiko Kuga in der Hauptrolle verfilmt (englischer Titel: Elegy of the North, bzw. Northern Elegy). Ein weiteres Werk – Bōkyō (望郷, „Heimweh“) – stammt aus dem Jahr 1964. 1999 erhielt Harada zum zweiten Mal den Frauenliteraturpreis, diesmal für Rūrui (蝋涙, etwa „Tränen“). Für Umigiri (海霧, etwa „Nebel über dem Meer“) – wurde Harada 2003 mit dem Yoshikawa Eiji Literaturpreis (吉川英治文学賞) ausgezeichnet, benannt nach dem Schriftsteller Yoshikawa Eiji (1892–1962).
Mangetsu (満月, „Vollmond“) – ist der Titel eines Romans von Harada aus dem Jahr 1984. Die Geschichte wurde 1991 unter der Regie von Kazuki Ōmori (大森 一樹; * 1952) verfilmt und kam als „満月 Mr. Moonlight“ ins Kino. Das ist eine Liebesgeschichte, in der plötzlich ein Samurai aus der Edo-Zeit auftaucht, eine Geschichte, in der Vollmond-Zauber eine Rolle spielt und in der die Liebenden schließlich zusammenkommen.